# Simi Valley, California
Simi Valley este un oraș în comitatul Ventura, statul California, SUA. Orașul se află amplasat la altitudinea de 234 m deasupra n.m. la ca. 60 km nord-vest de Los Angeles și 230 km nord de San Diego. El se întinde pe o suprafață de 102,2 km², din care 101,5 km² este uscat. La recensământul din 2000 orașul avea 126.035 locuitori cu o densitate de 1.241,7 loc./km². Simi Valley este un oraș al parcurilor și spațiilor verzi, el are ca. 42 de parcuri care ocupă în total suprafața de 2489 km². În parcuri predomină stejarii și cedrii, mulți locuitori ai orașului preferă să fie cununați în parc. Printre produsele agricole exportate din regiunea orașului se numără căpșunile și avocado, iar printre țările importatoare mai însemnate se numără Japonia. Problemele economice mai importante ale orașului sunt incendiile de pădure și parazitul măslinelor.

## Clima
| Date climatice pentru Simi Valley, California | Date climatice pentru Simi Valley, California | Date climatice pentru Simi Valley, California | Date climatice pentru Simi Valley, California | Date climatice pentru Simi Valley, California | Date climatice pentru Simi Valley, California | Date climatice pentru Simi Valley, California | Date climatice pentru Simi Valley, California | Date climatice pentru Simi Valley, California | Date climatice pentru Simi Valley, California | Date climatice pentru Simi Valley, California | Date climatice pentru Simi Valley, California | Date climatice pentru Simi Valley, California | Date climatice pentru Simi Valley, California |
| Luna                                          | Ian                                           | Feb                                           | Mar                                           | Apr                                           | Mai                                           | Iun                                           | Iul                                           | Aug                                           | Sep                                           | Oct                                           | Nov                                           | Dec                                           | Anual                                         |
| --------------------------------------------- | --------------------------------------------- | --------------------------------------------- | --------------------------------------------- | --------------------------------------------- | --------------------------------------------- | --------------------------------------------- | --------------------------------------------- | --------------------------------------------- | --------------------------------------------- | --------------------------------------------- | --------------------------------------------- | --------------------------------------------- | --------------------------------------------- |
| Maxima istorică °F (°C)                       | 93 (34)                                       | 94 (34)                                       | 101 (38)                                      | 105 (41)                                      | 113 (45)                                      | 113 (45)                                      | 115 (46)                                      | 116 (47)                                      | 115 (46)                                      | 110 (43)                                      | 99 (37)                                       | 96 (36)                                       | 116 (47)                                      |
| Maxima medie °F (°C)                          | 69 (21)                                       | 70 (21)                                       | 73 (23)                                       | 78 (26)                                       | 83 (28)                                       | 88 (31)                                       | 95 (35)                                       | 97 (36)                                       | 93 (34)                                       | 84 (29)                                       | 75 (24)                                       | 68 (20)                                       | 81,1 (27,3)                                   |
| Minima medie °F (°C)                          | 39 (4)                                        | 41 (5)                                        | 42 (6)                                        | 45 (7)                                        | 49 (9)                                        | 53 (12)                                       | 57 (14)                                       | 57 (14)                                       | 55 (13)                                       | 49 (9)                                        | 43 (6)                                        | 38 (3)                                        | 47,3 (8,5)                                    |
| Minima istorică °F (°C)                       | 19 (−7)                                       | 18 (−8)                                       | 26 (−3)                                       | 30 (−1)                                       | 33 (1)                                        | 36 (2)                                        | 42 (6)                                        | 42 (6)                                        | 38 (3)                                        | 27 (−3)                                       | 23 (−5)                                       | 20 (−7)                                       | 18 (−8)                                       |
| Precipitații inches (mm)                      | 3.62 (91.9)                                   | 4.81 (122.2)                                  | 2.86 (72.6)                                   | 1.02 (25.9)                                   | 0.31 (7.9)                                    | 0.07 (1.8)                                    | 0.02 (0.5)                                    | 0.05 (1.3)                                    | 0.14 (3.6)                                    | 0.93 (23.6)                                   | 1.34 (34)                                     | 2.76 (70.1)                                   | 17,93 (455,4)                                 |
| Sursă: The Weather Channel.                   |                                               |                                               |                                               |                                               |                                               |                                               |                                               |                                               |                                               |                                               |                                               |                                               |                                               |